# سم منکشاو
فیلد مارشال فرامجی جمشیدی منک‌شاو , ۳ آوریل ۱۹۱۴ – ۲۷ ژوئن ۲۰۰۸)، معروف به سام منکس شاو و سام بهادر ("سام شجاع")، رئیس ستاد ارتش ارتش هند در جنگ هند و پاکستان ۱۹۷۱ بود و اولین افسر ارتش هند بود به درجه مارشال (ژنرال ۵ ستاره) ارتقا یافت. فعالیت نظامی فعال وی در طول چهار دهه و پنج جنگ آغاز شد و این کار با خدمت در ارتش هند انگلیس در جنگ جهانی دوم آغاز شد.
مانکشاو در سال ۱۹۳۲ به اولین دوره جذب آکادمی نظامی هند، دهرادون پیوست. وی به گردان ۴، هنگ ۱۲ نیروی مرزی مأمور شد. در جنگ جهانی دوم به خاطر جلب و جنب کاری به او صلیب نظامی اعطا شد. به دنبال تجزیه هند در سال ۱۹۴۷، وی دوباره به هشتمین تفنگ گورخا منصوب شد. منکشاو در جریان جنگ هند و پاکستان ۱۹۴۷ و بحران حیدرآباد به نقش برنامه‌ریز منصوب شد و در نتیجه، او هرگز فرماندهی یک گردان پیاده را نداشت. وی ضمن خدمت در اداره عملیات نظامی به درجه سرتیپی ارتقا یافت. وی در سال ۱۹۵۲ فرمانده تیپ ۱۶۷ پیاده‌نظام شد و تا سال ۱۹۵۴ در سمت خود به عنوان مدیر آموزش نظامی ستاد ارتش خدمت کرد.
وی پس از گذراندن دوره فرماندهی بالاتر در کالج دفاع شاهنشاهی، به عنوان افسر کل فرماندهی لشکر ۲۶ پیاده‌نظام منصوب شد. وی همچنین به عنوان فرمانده دانشکده ستاد خدمات دفاعی خدمت کرد. در سال ۱۹۶۱، مانکس شاو اظهار نظرات تحقیرآمیزی در مورد رهبری سیاسی کرد که به مخالفانش اجازه می‌داد او را عنوان یک فرد غیر مهین پرست خطاب کنند، و او به فتنه متهم شد. وی پس از تبرئه در دادگاه تحقیق بعدی، در نوامبر ۱۹۶۲ فرماندهی سپاه IV را بر عهده گرفت. سال بعد، منکشاو به سمت فرماندهی ارتش ارتقا یافت و فرماندهی غرب را بر عهده گرفت و در سال ۱۹۶۴ به فرماندهی شرقی منتقل شد.
منکشاو که قبلاً فرماندهی نیروها را در سطح لشکر، سپاه و منطقه ای بر عهده داشت، در سال ۱۹۶۹ هفتمین رئیس ستاد ارتش شد. تحت فرماندهی وی، نیروهای هند در جنگ هند و پاکستان ۱۹۷۱، که منجر به ایجاد بنگلادش در دسامبر ۱۹۷۱ شد، مبارزات پیروزمندانه ای را علیه پاکستان انجام دادند.

## ابتدای زندگی و تحصیلات
سام سم منکشاو در ۳ آوریل ۱۹۱۴ در امریتسار پنجاب به دنیا آمد.پدر او هرمیزد منکشا نام داشت و یک پزشک بود. خانواده‌ی او از پارسیان هند بودند که از امریتسار به شهر والساد در در نواحی ساحلی گجرات نقل مکان کردند. والدین منکشاو بمبئی را در سال ۱۹۰۳ به مقصد لاهور ترک کرده بودند پدر او در آنجا دوستانی داشت، او قرار بود در آنجا کار پزشکی خود را شروع کند. 